# Nothoadmete harpovoluta
Nothoadmete harpovoluta is een slakkensoort uit de familie van de Cancellariidae. De wetenschappelijke naam van de soort is voor het eerst geldig gepubliceerd in 1957 door Powell.